# Dr. Ox
Dr. Ox is het enige muziekalbum van het gelijknamige duo bestaande uit componist Natasha Barrett en celliste Tanja Orning. Barrett componeerde vooral stukken binnen het genre elektroakoestische muziek en heeft daar enkele prijzen mee gewonnen. De opnamen kwam tot stand door Orning te laten improviseren op haar cello en vervolgens de opnamen te vervormen door bijvoorbeeld sampling toe te passen. De stijl wordt voor de cello solo ook weleens omschreven als "cellorganics".
De muziek komt overeen met een kamermuziekvariant van Trade Winds en klinkt lang zo "heftig" niet, in sommige opnamen is de klank van de cello haast onherkenbaar gemaakt.
Dr. Ox is een vernoeming naar Une fantaisie du docteur Ox van Jules Verne.  

## Musici
- Tanja Orning - cello
- Natasha Barrett - elektronica

## Muziek
| Nr. | Titel                 | Duur  |
| --- | --------------------- | ----- |
| 1.  | Toothrin              | 3:27  |
| 2.  | Myelin                | 2:25  |
| 3.  | Polycomb              | 2:30  |
| 4.  | Anchor Synthesis      | 8:09  |
| 5.  | Zinc finger           | 3:17  |
| 6.  | Motif of Myo1p        | 6:00  |
| 7.  | GFP-fusion            | 5:15  |
| 8.  | Axial budding         | 10:29 |
| 9.  | Beta receptor         | 3:20  |
| 10. | Axial landmark        | 3:25  |
| 11. | Meiotic recombination | 3:30  |
| 12. | Cellobiohydrolase     | 4:07  |
| 13. | Homolog 1             | 5:14  |